# Sent Andriu de Cupçac
Sent Andriu de Cubzac (en francès Saint-André-de-Cubzac) és un municipi francès situat al departament de la Gironda i a la regió de la Nova Aquitània.

## Demografia
| Evolució de la població |       |       |       |       |       |       |       |       |
| 1793                    | 1800  | 1806  | 1821  | 1831  | 1836  | 1841  | 1846  | 1851  |
| 2.800                   | 5.279 | 2.828 | 3.087 | 2.957 | 3.329 | 3.010 | 3.327 | 3.389 |

| 1856  | 1861  | 1866  | 1872  | 1876  | 1881  | 1886  | 1891  | 1896  |
| ----- | ----- | ----- | ----- | ----- | ----- | ----- | ----- | ----- |
| 3.432 | 3.690 | 3.611 | 3.505 | 3.543 | 3.540 | 3.737 | 3.884 | 3.916 |

| 1901  | 1906  | 1911  | 1921  | 1926  | 1931  | 1936  | 1946  | 1954  |
| ----- | ----- | ----- | ----- | ----- | ----- | ----- | ----- | ----- |
| 4.091 | 4.023 | 4.019 | 3.924 | 3.974 | 4.054 | 3.641 | 3.459 | 3.945 |

| 1962  | 1968  | 1975  | 1982  | 1990  | 1999  | 2006 | 2011 | 2016 |
| ----- | ----- | ----- | ----- | ----- | ----- | ---- | ---- | ---- |
| 4.238 | 4.572 | 4.984 | 5.243 | 6.341 | 7.235 | -    | -    | -    |

| 2019 | - | - | - | - | - | - | - | - |
| ---- | - | - | - | - | - | - | - | - |
| -    | - | - | - | - | - | - | - | - |

## Administració
| Període   | Identitat                       | Partit |
| --------- | ------------------------------- | ------ |
| 1977 2008 | Jacques Maugein                 | PS     |
| 1959 1977 | Daniel Fournier                 |        |
| 1951 1959 | Christian Eyraud                | MRP    |
| 1945 1951 | Jean-André Métreaud             |        |
| 1944 1945 | Adrien Pioceau                  |        |
| 1944      | André Berson                    |        |
| 1941 1944 | Maxime Bonnet                   |        |
| 1919 1941 | Adrien Pioceau                  |        |
| 1913 1919 | Eugène Guinaudie                |        |
| 1908 1913 | Pierre-André dit Élisée Charron |        |
| 1878 1908 | Emile Dantagnan                 |        |
| 1871 1878 | Jean-Michel Castanet            |        |
| 1871      | Daniel Pouyallet                |        |
| 1865 1871 | Jean-Michel Castanet            |        |
| 1860 1865 | Jean-Léopold Bellouard          |        |
| 1858 1860 | Eusèbe Dureau                   |        |
| 1850 1858 | Antoine Dalzac                  |        |
| 1846 1850 | Henri Hubert Delisle            |        |
| 1800 1846 | Pierre-François Couraud         |        |
| 1795 1800 | Pierre Gaillard                 |        |
| 1792 1795 | Jean-Baptiste Pouget            |        |
| 1790 1792 | Constantin Lartigue             |        |

## Agermanaments
- Albatera

## Personatges il·lustres
- Jacques-Yves Cousteau (1910-1997) oceanògraf i cineasta. Premi Internacional Catalunya 1991.